# Grupo Wagner
El Grupo Wagner (en ruso: Группа Вагнера, romanizado: Gruppa Vágnera), también llamado CMP Wagner, (en ruso: ЧВК «Вагнер», romanizado: ChVK «Vágner») o simplemente Wagner, es una organización paramilitar de origen ruso. Ha sido diversamente descrita como una empresa militar privada, una red de mercenarios, y un ejército privado de facto del presidente de Rusia Vladímir Putin. La organización estuvo dirigida hasta 2023 por Yevgueni Prigozhin, el antiguo chef del presidente Putin. Debido a que en Rusia es ilegal la contratación de servicios militares, el grupo «no existe» legalmente. A pesar de que el Grupo Wagner es considerado transversal, lo que hace que carezca de una posición ideológica oficial, varios medios lo han vinculado a posiciones relacionadas con el neonazismo y la extrema derecha.
El grupo obtuvo reconocimiento internacional durante la guerra del Dombás en Ucrania, entre 2014 y 2015, donde asistieron a las fuerzas separatistas de las autodeclaradas repúblicas populares de Donetsk y Lugansk. Sus contratistas han sido, aparentemente, parte de varios conflictos alrededor de mundo; incluyendo las guerras civiles de Siria, Libia, Centroáfrica y Malí, a menudo luchando junto a las fuerzas simpatizantes al gobierno ruso. Pese a ser bien recibido por algunas facciones aliadas, como los gobiernos de Siria y Centroáfrica, los agentes de Wagner han sido acusados de cometer crímenes de guerra en las áreas en que son desplegados. Estas acusaciones incluyen violaciones y saqueos contra la población civil, y tortura a presuntos desertores.
Debido a que suele operar en apoyo a los intereses y objetivos políticos exteriores de Rusia, y recibe armamento militar y entrena en instalaciones del Ministerio de Defensa del país (MO), numerosos medios consideran al ChVK Wagner una unidad armada del MO o el Departamento Central de Inteligencia (GRU). De igual forma se cree ampliamente que el grupo es propiedad de, o financiado por el difunto Yevgueni Prigozhin, empresario ruso con estrechos vínculos a Putin, que en septiembre de 2022 (y tras negar por varios años cualquier relación con el grupo) admitió haber «fundado» la organización paramilitar. Se ha especulado que el Grupo Wagner es usado por el gobierno ruso para permitir una negación plausible en ciertos conflictos, y para ocultar al público el número de bajas y costo financiero de las intervenciones externas de Rusia.
Prigozhin admitió ser el líder de Wagner en septiembre de 2022. Desde entonces comenzó a criticar abiertamente al Ministerio de Defensa de Rusia por el mal manejo en la Invasión rusa de Ucrania y finalmente dijo que sus razones para la invasión eran mentiras. Luego de meses de tensiones entre Prigozhin y el Ministerio de Defensa, El 23 de junio de 2023, Prigozhin, lideró al Grupo Wagner en una rebelión armada tras acusar al Ministerio de Defensa de bombardear a soldados de Wagner. Las unidades de Wagner se apoderaron de la ciudad rusa de Rostov del Don, mientras que un convoy de Wagner se dirigía hacia Moscú. El motín se detuvo al día siguiente cuando se llegó a un acuerdo en el que los amotinados de Wagner no serían procesados si optaban por firmar contratos con el Ministerio de Defensa o retirarse a Bielorrusia.
El 23 de agosto de 2023, Prigozhin y los comandantes de Wagner, Dmitri Utkin y Valery Chekalov, murieron en un accidente aéreo en Rusia, lo que dejó poco clara la estructura de liderazgo de Wagner. La inteligencia occidental informó que probablemente fue causado por una explosión a bordo, y se sospecha ampliamente que el estado ruso estuvo involucrado.

## Historia

### Orígenes
Según los informes, el fundador de la compañía es Dmitri Valérievich Utkin. Nació el 11 de junio de 1970, hijo de un geólogo, en la ciudad siberiana de Asbest, Óblast de Sverdlovsk de la RSFS de Rusia, Unión Soviética.Hasta 2013, fue teniente coronel y comandante de brigada de una unidad de las fuerzas especiales (Spetsnaz GRU) (el 700.º destacamento independiente Spetsnaz de la 2.ª brigada independiente) del Departamento Central de Inteligencia (GRU) de Rusia. Se retiró en 2013 y comenzó a trabajar para la empresa privada Moran Security Group fundada por militares veteranos rusos; la compañía realizó misiones de seguridad y capacitación en todo el mundo, especializándose en seguridad contra la piratería. El mismo año, altos gerentes del Grupo de Seguridad de Moran se involucraron en la creación de una organización con sede en San Petersburgo, Cuerpo Eslavo, que encabezó a los contratistas para "proteger los campos petrolíferos y los oleoductos" en Siria. Utkin estaba en Siria como parte del Cuerpo Eslavo y sobrevivió a su desastrosa misión. El Grupo Wagner se presentó por primera vez en 2014, junto con Utkin en la óblast de Lugansk en Ucrania. El nombre de la compañía proviene del propio distintivo de llamada de Utkin ("Wagner"), que supuestamente eligió debido a su pasión por el Tercer Reich. Radio Liberty citó a los informantes diciendo que la fe nativa eslava (un culto pagano moderno) es una fe favorecida por el liderazgo del grupo Wagner. En agosto de 2017, el turco Yeni Şafak especuló que Utkin era posiblemente solo un testaferro para la compañía, mientras que el verdadero jefe de Wagner era otra persona.
El 9 de diciembre de 2016, Dmitri Utkin fue fotografiado con el presidente Vladímir Putin en una ceremonia de condecoraciones. Se decía que Aleksandr Kuznetsov (indicativo de llamada "Ratibor") era el comandante de la primera compañía de reconocimiento y asalto de Wagner, Bogátov era el comandante de la cuarta compañía de reconocimiento y asalto, y Tróshev era el "director ejecutivo" de la compañía. Unos días después, el portavoz del Kremlin confirmó la presencia en la recepción del Kremlin de una persona llamada Dmitri Utkin como representante de la región de Nóvgorod; dijo que la recepción se organizó para aquellos que habían sido galardonados con la Orden de Coraje y el título de Héroe de Rusia y no pudo dar más detalles.
Hoy el grupo es considerado una de las mayores organizaciones militares privadas del mundo, aunque muchos analistas afirman que la organización es en realidad un escuadrón secreto del gobierno ruso, designado para intervenir en conflictos donde Rusia no quiere verse involucrada. Hay comprobaciones de que en sus filas se encuentran actuando no solo rusos, sino también ucranianos y serbios, estos últimos en menor número, incluso por tratarse de una organización extremadamente xenófoba con noticias de vínculos con organizaciones neonazis.
Según varios medios rusos, el Grupo Wagner está financiado por el Estado ruso, así como por varios empresarios próximos al mismo, incluido Yevgueni Prigozhin, un acaudalado socio del presidente ruso Vladímir Putin, quien también controlaba la Agencia de Investigación de Internet. En un comentario publicado en septiembre de 2022 en la red social rusa VKontakte, admitió que creó el Grupo Wagner durante la ocupación del Donbás en 2014.

## Organización

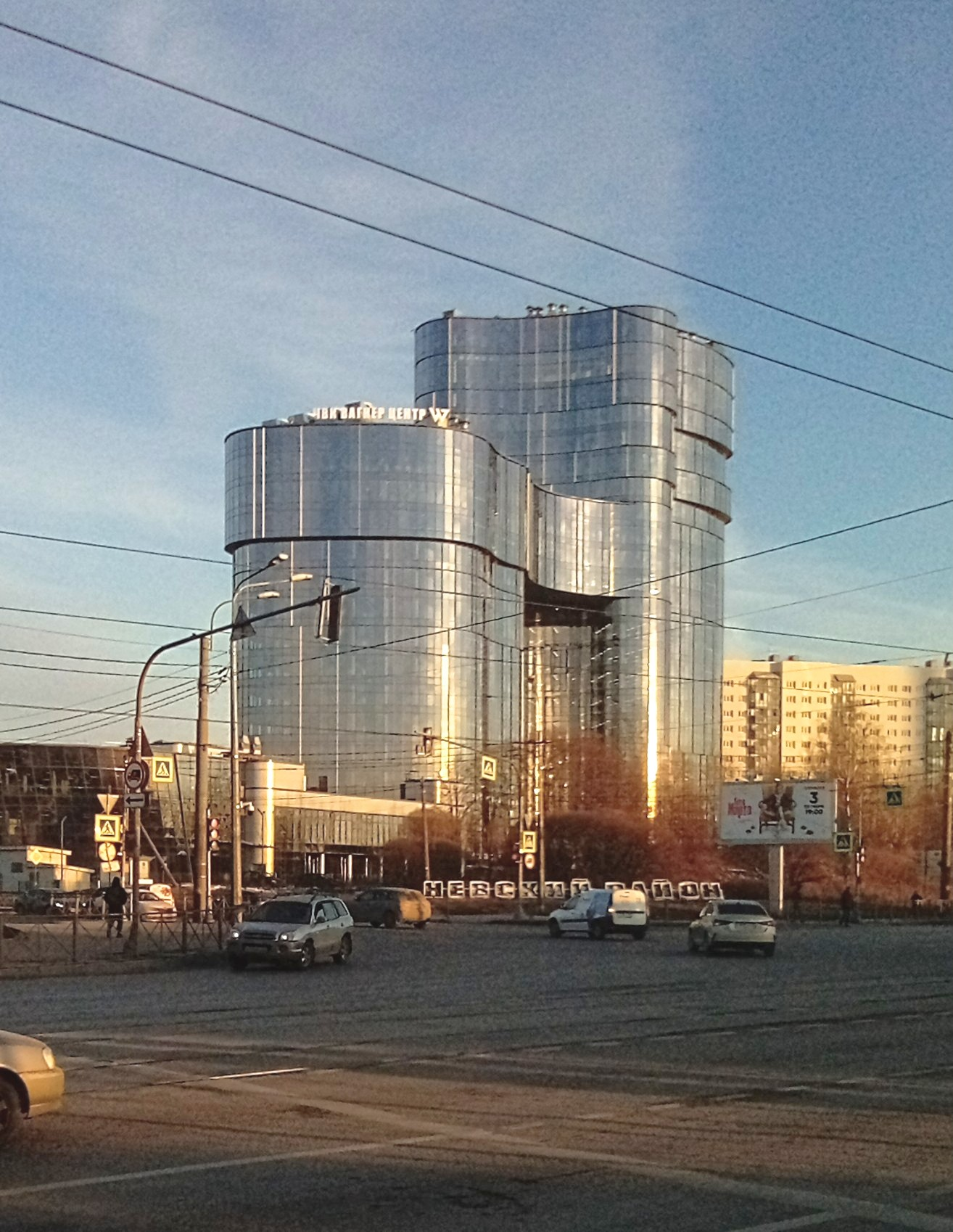
Oficina del Grupo Wagner en San Petersburgo

A principios de 2016, Wagner tenía 1000 empleados, que luego aumentaron a 5000 en agosto de 2017 y 6000 en diciembre de 2017. Se dijo que la organización estaba registrada en Argentina y tiene oficinas en San Petersburgo y Hong Kong.
A principios de octubre de 2017, el SBU dijo que la financiación de Wagner en 2017 se había incrementado en 185 000 000 de rublos ($ 3 100 000) y que alrededor de cuarenta ciudadanos ucranianos trabajaban para Wagner, y el 95% restante del personal eran ciudadanos rusos. Un ucraniano murió en Siria mientras luchaba en las filas de Wagner en marzo de 2016, y se informó que tres murieron en total esa primavera. Armenios, kazajos y moldavos también han trabajado para Wagner.
Tras el despliegue de sus contratistas entre 2017 y 2019, en varios países de África, el Grupo Wagner tenía oficinas en 20 países africanos, incluidos Esuatini, Lesoto y Botsuana. A principios de 2020, Erik Prince, fundador de la compañía militar privada Blackwater, buscó proporcionar servicios militares al Grupo Wagner en sus operaciones en Libia y Mozambique, según The Intercept. En marzo de 2021, las PMC de Wagner también se desplegaron en Zimbabue, Angola, Guinea, Guinea Bissau y, posiblemente, la República Democrática del Congo.

### Reclutamiento y formación
La compañía entrena a su personal en una instalación del Ministerio de Defensa ruso, Molkino (Молькино),cerca de la remota aldea de Molkin, Krasnodar Krai. Los cuarteles en la base no están oficialmente vinculados al Ministerio de Defensa ruso, con documentos judiciales que los describen como un campamento de vacaciones para niños. Según un informe publicado por el mensual ruso Sovershenno Sekretno, la organización que contrató personal para Wagner no tenía un nombre permanente y tenía una dirección legal cerca del asentamiento militar Pavshino en Krasnogorsk, cerca de Moscú. En diciembre de 2021, la revista New Lines analizó datos sobre 4184 miembros de Wagner que habían sido identificados por investigadores del Centro Ucraniano de Análisis y Seguridad, encontrando que la edad promedio de un contratista de Wagner es de cuarenta años y que las PMC provenían de hasta quince países diferentes, aunque la mayoría eran de Rusia.
Cuando los nuevos reclutas de PMC llegan al campo de entrenamiento, ya no se les permite usar los servicios de redes sociales y otros recursos de Internet. Los empleados de la empresa no pueden publicar fotos, textos, grabaciones de audio y video o cualquier otra información en Internet que se haya obtenido durante su capacitación. No se les permite decirle a nadie su ubicación, ya sea que estén en Rusia u otro país. Los teléfonos móviles, tabletas y otros medios de comunicación se dejan con la compañía y se emiten en un momento determinado con el permiso de su comandante.
Los pasaportes y otros documentos se entregan y, a cambio, los empleados de la compañía reciben una placa de identificación sin nombre con un número personal. La empresa solo acepta nuevos reclutas si se establece un acuerdo de confidencialidad de 10 años y, en caso de violación de la confidencialidad, la empresa se reserva el derecho de rescindir el contrato del empleado sin pagar una tarifa. Según el Servicio de Seguridad de Ucrania, a los oficiales militares rusos se les asigna el papel de instructores de entrenamiento para los reclutas. Durante su capacitación, las PMC reciben $1100 al mes.
El salario de los contratistas militares privados de Wagner (PMC), que generalmente son militares rusos regulares retirados de entre 35 y 55 años, se estima entre 80 000 y 250 000 rublos rusos al mes (667-2083 USD). Una fuente declaró que el salario era tan alto como 300 000 (US $ 2500).
A fines de 2019, se reveló un llamado código de honor de Wagner que enumera diez mandamientos que deben seguir las PMC de Wagner. Estos incluyen, entre otros, proteger los intereses de Rusia, siempre y en todas partes, valorar el honor de un soldado ruso, luchar no por dinero, sino por el principio de ganar siempre y en todas partes.Con el aumento de bajas en ambos lados en la guerra en Ucrania, el gobierno ruso utilizó el Grupo Wagner para el reclutamiento. La ONG "Meduza" informó que el Ministerio de Defensa ruso había tomado el control de las redes de Wagner y estaba utilizando su reputación para el reclutamiento, pero que los requisitos se habían reducido, y que las pruebas de drogas tampoco se realizaban antes del servicio. Según la inteligencia británica, desde julio de 2022 a más tardar, el Grupo Wagner ha estado tratando de reclutar reclusos de las cárceles rusas para aliviar la falta de cuadros. A cambio de aceptar luchar en Ucrania, a los criminales se les promete un acortamiento de la sentencia y una remuneración monetaria. El Servicio Ruso de la BBC informó que, según los juristas, no es legal enviar a los reclusos a la guerra.Los miembros capturados y retirados informan que la política de Wagner de "reducir a cero" (ejecución sumaria) a los combatientes que se retiran o desertan significa que en situaciones en las que las unidades regulares del Ejército se retirarían, Wagner continúa su asalto. "Si avanzan, al menos tienen la oportunidad de vivir un día más. Si vuelven, seguro que están muertos". Un comandante de batallón ucraniano informó que en el tráfico de radio interceptado en el campo de batalla, los ucranianos escuchan "una y otra vez" a los comandantes de Wagner dar la orden: "Cualquiera que dé un paso atrás, quítelo".
Según los informes, el Grupo Wagner reclutó a rebeldes de la UPC encarcelados en la República Centroafricana para luchar en Malí y Ucrania. Se dice que son apodados los "Rusos Negros". 

### Unidades

#### Rúsich
En 2014, se reportó la presencia del grupo en la guerra del Dombás; la unidad era liderada por Alekséi Milchakov y Yan Petrovski; ambos líderes se habían conocido en 2011 en San Petersburgo y en 2014 decidieron "defender a la población Rusa" en Ucrania, reunieron a algunos voluntarios y fueron a la región de Lugansk con su propio equipo militar; creando así la fuerza de tareas "Rúsich" bajo el batallón "Batman" liderado por Aleksandr Bédnov, del Ejército del Sudeste de la República Popular de Lugansk. Se le ha acusado al grupo de haber cometido crímenes de guerra en la región y de haber participado en el asesinato y tortura de prisioneros de guerra ucranianos, así como en la mutilación de sus cuerpos.
Alekséi Milchakov (conocido también por sus alias Fritz y Serbio) adquirió notoriedad en 2012 por subir un video en el que mataba y decapitaba a un cachorro. En febrero de 2015, Milchakov fue sancionado por el gobierno de Canadá en respuesta a las agresiones contra Ucrania.
En 2015, la unidad fue retirada para ser trasladada a Siria y operar dentro del Grupo Wagner.
Petrovski (conocido también por su alias veliki slavyán o el gran eslavo) fue capturado en Noruega en 2016, se le revocó su permiso de residencia y fue deportado a Rusia; en 2022 se le vio en San Petersburgo asistiendo al funeral de soldados rusos muertos en Ucrania.

## Relación con el estado ruso
El 27 de junio de 2023, el presidente Putin, al declarar una investigación sobre los gastos del Grupo Wagner, confirmó que el Estado ruso lo financió íntegramente con cargo al presupuesto de defensa del país y al presupuesto estatal. Solo de mayo de 2022 a mayo de 2023, el Estado ruso pagó 86.262 millones de rublos para financiar al grupo, aproximadamente 1.000 millones de dólares.  En el pasado, Putin negó con frecuencia cualquier vínculo entre el Estado ruso y "Wagner" e insistió en que se trata de una "empresa militar privada".
Antes de eso, muchos observadores rusos y occidentales creían que la organización no existía en realidad como una empresa militar privada, sino que en realidad era una rama encubierta del Ministerio de Defensa ruso que en última instancia dependía del gobierno ruso.  La compañía comparte bases con el ejército ruso, es transportada por aviones militares rusos   y utiliza los servicios de atención médica militar de Rusia.
El estatus legal de las empresas militares privadas en Rusia es impreciso: por un lado, la legislación rusa prohíbe explícitamente "formaciones armadas ilegales y grupos mercenarios", pero al mismo tiempo el Estado ruso no procesa a numerosas empresas privadas privadas que emplean a rusos y operan en Rusia, incluida, entre otras, Wagner. Viktor Ozerov insinuó una vez que esta prohibición no se aplica a las empresas "registradas en el extranjero" y en tal caso "Rusia no es legalmente responsable de nada". Esta vaguedad se interpretó como una herramienta que permite al Estado ruso permitir selectivamente las operaciones de Wagner que necesita, al tiempo que evita la creación de cualquier PMC que suponga un riesgo para Putin y, al mismo tiempo, gestiona una negación plausible de sus acciones.
Según el SBU, en la segunda mitad de 2018 se emitieron pasaportes internacionales a los empleados de Wagner a través de la Unidad 770-001 de la Oficina Central de Migración, acusaciones parcialmente verificadas por Bellingcat.
En una entrevista en diciembre de 2018, el presidente Putin, con respecto a las operaciones de Wagner en Ucrania, Siria y otros lugares, que "todos deben permanecer dentro del marco legal" y que si el grupo Wagner estaba violando la ley, la Oficina del Fiscal General ruso "debería proporcionar una evaluación legal". Pero, según Putin, si no violaban la ley rusa, tenían derecho a trabajar y promover sus intereses comerciales en el extranjero. Putin también negó las acusaciones de que Prigozhin había estado dirigiendo las actividades de Wagner.
En septiembre de 2022, Prigozhin admitió oficialmente haber fundado y dirigido el "Grupo Wagner", que comenzó como un batallón, participando desde mayo de 2014 en el lado ruso en la guerra del Donbás.
Las empresas militares privadas siguen siendo ilegales en Rusia, pero con su fuerte participación en la guerra de Ucrania han sido legitimadas al ser denominadas por el Ministerio de Defensa y el gobierno ruso con el término general de "destacamentos voluntarios".
El 5 de mayo de 2023, Prigozhin culpó al ministro de Defensa ruso, Serguéi Shoigu, y al jefe del Estado Mayor de las Fuerzas Armadas rusas, el general Valery Guerásimov, de "decenas de miles" de bajas de Wagner, diciendo: "Vinieron aquí como voluntarios y están muriendo, así que pueden sentarse como gatos gordos en sus oficinas de lujo". En 2023, el gobierno ruso concedió el estatus de veteranos de combate a los contratistas de Wagner que participaron en la invasión rusa de Ucrania.
En un vídeo publicado el 23 de junio de 2023, Prigozhin dijo que las justificaciones del gobierno ruso para la invasión rusa de Ucrania se basaban en mentiras.Acusó al Ministerio de Defensa ruso bajo Shoigu de "intentar engañar a la sociedad y al presidente y decirnos cómo hubo una agresión loca de Ucrania y que planeaban atacarnos con toda la OTAN".

### Rebelión de 2023
La rebelión del Grupo Wagner nombrado también marcha de la justicia (según Prigozhin), se desarrolló entre el 23 al 24 de junio de 2023, cuando Wagner, una entidad militar privada de origen ruso, se inmiscuyó en un enfrentamiento armado con las Fuerzas Armadas leales al Gobierno de la Federación de Rusia, a raíz de las tensiones en la retaguardia en aumento entre el líder de Wagner, Yevgueni Prigozhin, y el Ministerio de Defensa ruso en el contexto de la invasión rusa de Ucrania.
Prigozhin retrató la rebelión como una represalia, y alegó como una agresión hacia sus tropas por parte del citado ministerio. Descartó la argumentación del gobierno ruso relativa a la incursión rusa en Ucrania, responsabilizó al Ministro de Defensa ruso Serguéi Shoigú por los descalabros militares, y lo acusó de conducir la guerra en provecho de las élites rusas. Las fuerzas bajo el mando de Prigozhin tomaron la ciudad de Rostov del Don, que alberga una importante instalación militar, e informaron que progresaban en dirección a Vorónezh, luego a Lípetsk, con rumbo a Moscú.
En represalia, el Servicio Federal de Seguridad (FSB) inició un proceso penal contra Prigozhin por «incitar a un levantamiento armado». En una alocución televisada, el presidente Putin tildó las acciones de Wagner de «traición» y prometió erradicar la rebelión. Putin hizo un llamado a aquellos miembros de las fuerzas de Wagner que, «bajo engaño o amenazas, fueron arrastrados hacia una trama delictiva, impulsados por el sendero de un crimen grave: una sublevación armada».
El 26 de agosto de 2023, tras la muerte de Prigozhin en un accidente aéreo en la región de Tver, Putin firmó un decreto por el que ordenaba a los combatientes del Grupo Wagner prestar un "juramento de fidelidad" al Estado ruso. Este nuevo juramento se aplica a todas las PMC, incluidas las que luchan en Ucrania.

## Lugares de acción

Mapa de actividades del Grupo Wagner:
Países donde se sabe que opera el Grupo Wagner
Países con presencia presunta o reportada, pero no confirmada, del Grupo Wagner

Este grupo ha actuado en la guerra del Donbás, en el Conflicto Interno de Sudán, la segunda guerra civil centroafricana y en la guerra civil siria. Se cree que este grupo actúa también en el Estado de Libia apoyando al general Jalifa Haftar, el hombre fuerte en el Este del país norteafricano, ya que Moscú desea aumentar su influencia en el país y la región africana y además se cree que ya hay dos bases rusas secretas en el lugar. Desde 2019, se ha reportado su presencia en Mozambique, operando contra grupos yihadistas en la provincia de Cabo Delgado. 

### Siria
La presencia del Grupo Wagner en Siria se reportó en octubre de 2015, un mes después de la intervención militar rusa en la guerra civil siria, cuando murieron entre tres y nueve mercenarios en un ataque de mortero por parte de los rebeldes en la gobernación de Latakia. Para marzo de 2017 habían muerto por lo menos 36 soldados rusos que no llevaban documentos, se cree que la mayoría formaban parte del Grupo Wagner. En ese momento, se estimó que un mercenario ganaba entre 80.000 rublos mensuales ($1380) en Rusia y 250.000 rublos mensuales ($4300) por servicio en Siria. Se estima que se han gastado al menos $350'000.000 en estos mercenarios.
Los contratistas rusos, exmilitares con experiencia, recibieron instrucción en una base del Ministerio de Defensa en Krasnodar, Rusia, antes de ser trasladados a Siria. De acuerdo con una investigación de Fontanka, el grueso de las operaciones de los contratistas se destinó a proteger las instalaciones petroleras de Hayyan, en Alepo, recibiendo sus salarios directamente de las autoridades sirias. Rusia recibiría el 25% de la producción de campos petroleros y de gas que fueran liberados.
El Grupo tuvo un papel importante en Palmira, en donde lucharon contra el Estado Islámico en 2016 y 2017. Se estima que 2500 mercenarios sirvieron como "tropas de choque" junto al ejército sirio.
En junio de 2017, comenzó a circular un video donde se veían a mercenarios del Grupo Wagner en Palmira golpeando con un mazo a un hombre quien después fue decapitado. Durante el aterrador video de dos minutos se escuchan voces y música rusa, y se puede ver la cabeza de una persona desconocida en el suelo. La víctima fue identificada como Muhammad Abdullah al-Ismail, desertor del Ejército Sirio, uno de los victimarios fue identificado como Stanislav Evgenievich Dychko, expolicía de Stávropol, quien en 2020 cambió su apellido a Mayer y murió en 2021 bajo circunstancias desconocidas. Otro perpetrador fue identificado como 'Ruslan', quien sirvió en la segunda guerra chechena y trabaja en Briansk como "educador de patriotismo" en una escuela.
En septiembre de 2017 los mercenarios ayudaron a las fuerzas sirias a capturar la ciudad de Uqeiribat, en la gobernación de Hama, donde sufrieron importantes pérdidas.
A finales de octubre del mismo año, surgió un video glorificando a los mercenarios rusos en Siria. Semanas después y junto al ejército sirio, los contratistas lanzaron una ofensiva en Deir ez-Zor. Más de 250 terroristas pertenecientes al Estado Islámico se rindieron a mediados de noviembre de 2017. Decenas de miembros de esta compañía militar privada murieron el 7 de febrero de 2018 en un ataque en Deir ez Zor, concretamente en la batalla de Khasham.
Hasta 2021, el Grupo Wagner siguió ayudando al gobierno sirio a luchar contra el EI. Después de las pérdidas sufridas en la invasión rusa de Ucrania, se reporta que se han desplazado más de 1000 mercenarios del Grupo Wagner de Siria y África hacia Ucrania.
El 15 de marzo de 2023, el Observatorio Sirio de Derechos Humanos dijo que 266 PMC rusas fueron asesinadas en Siria durante la guerra civil.

### Sudán
Se ha identificado la presencia de mercenarios del Grupo Wagner en Sudán desde 2017, después de la reunión en Sochi entre Putin y el líder sudanés, Omar al-Bashir. En una lucha para mantenerse en el poder después de tres décadas, al-Bashir le dijo a Putin que Sudán podría ser "la llave a África" de Rusia. El New York Times reportó que a semanas de la reunión de noviembre de 2017, geólogos y minerólogos de la empresa rusa Meroe Gold llegaron a Sudán; el Departamento del Tesoro de Estados Unidos dice que Meroe Gold está controlada por Prigozhin.
El Grupo Wagner ha protegido los intereses de Meroe Gold y M-Investment en Sudán, apropiándose a la fuerza de minas de oro y facilitando la salida ilegal del mineral. Se estima que Sudán ha perdido 265 toneladas de oro a través del tráfico ilegal a través de Moscú.
Tras el derrocamiento de Omar al-Bashir en un golpe de Estado el 11 de abril de 2019, Rusia continuó apoyando al Consejo Militar de Transición que se estableció para gobernar Sudán, ya que el TMC acordó mantener los contratos de Rusia en los sectores de defensa, minería y energía de Sudán. Esto incluyó la capacitación de los PMC de oficiales militares sudaneses. Las operaciones del Grupo Wagner se volvieron más difíciles de alcanzar tras el derrocamiento de al-Bashir. Continuaron trabajando principalmente con las Fuerzas de Apoyo Rápido (RSF) de Sudán.  Se dijo que Wagner estaba vinculado al vicepresidente del Consejo Militar Transitorio y comandante de las FAR, el general Mohamed Hamdan Dagalo.
En abril de 2020, se informó que la compañía conectada a Wagner "Meroe Gold" planeaba enviar equipos de protección personal, medicamentos y otros equipos a Sudán en medio de la pandemia de COVID-19. Tres meses después, Estados Unidos sancionó a la compañía "M Invest", así como a su filial sudanesa "Meroe Gold" y a dos individuos clave para las operaciones de Wagner en Sudán, por la represión y descrédito de los manifestantes.
Tras el golpe de Estado sudanés de 2021, el apoyo ruso a la administración militar establecida en Sudán se hizo más abierto y los lazos ruso-sudaneses, junto con las actividades de Wagner, continuaron expandiéndose incluso después de la invasión rusa de Ucrania en 2022, lo que llevó a la condena de los Estados Unidos, el Reino Unido y Noruega. El Grupo Wagner obtuvo lucrativas concesiones mineras. A 16 km (10 millas) de la ciudad de Abidiya, en la zona rica en oro del noreste de Sudán, se estableció una mina de oro operada por Rusia que se pensaba que era un puesto avanzado del Grupo Wagner. Más al este, Wagner apoyó los intentos de Rusia de construir una base naval en el Mar Rojo. Utilizó la región de Darfur, en el oeste de Sudán, como punto de parada para sus operaciones en otros países vecinos, la República Centroafricana, Libia y partes del Chad. Los geólogos de la compañía "Meroe Gold", vinculada a Wagner, también visitaron Darfur para evaluar su potencial de uranio.
Docenas de mineros han muerto en minas artesanales a manos de mercenarios. Los ataques más graves ocurrieron el 13 de marzo, 15 de abril y 24 de mayo de 2022, siendo las principales víctimas trabajadores sudaneses y chadianos. No hay un número exacto de víctimas.
A mediados de abril de 2023, estallaron enfrentamientos en Sudán entre las Fuerzas Armadas Sudanesas , ampliamente leales al general Abdelfatah al Burhan, y las FAR siguiendo al general Dagalo. Posteriormente, algunas fuentes diplomáticas sudanesas y regionales afirmaron que el Grupo Wagner había proporcionado misiles tierra-aire a las RSF contra las Fuerzas Armadas del Sudán.

### Ucrania

#### Guerra del Donbás y Anexión de Crimea
Los primeros miembros del Grupo Wagner fueron ubicados en la zona de Crimea en febrero de 2014, durante la adhesión de Crimea a Rusia, en donde operaron de manera regular junto al ejército ruso para luchar contra el ejército ucraniano y tomar control de sus instalaciones. La toma de Crimea se realizó casi sin derramar sangre, los mercenarios y los soldados fueron llamados en su momento "gente amable" por su buen comportamiento. Eran retraídos, llevaban armas que no estaban cargadas y no intervenían en la vida de los civiles. Otro nombre que les dieron fue el de los "hombrecitos verdes", ya que estaban enmascarados, llevaban uniformes verdes y su origen era desconocido.
Después de la adhesión de Crimea, alrededor de 300 contratistas fueron enviados a la región del Donbás, donde iniciaba la guerra del Donbás entre el gobierno ucraniano y fuerzas prorrusas. Con su ayuda, las fuerzas prorrusas fueron capaces de desestabilizar las fuerzas de seguridad locales, inmovilizar a las instituciones gubernamentales, adueñarse de municiones y tomar control de poblados.
Una vez terminadas las operaciones mayores, los mercenarios recibieron la tarea de asesinar a los comandantes disidentes prorrusos que estaban actuando de manera rebelde en la República Popular de Lugansk; en una redada mataron a más de 10 combatientes. A finales de noviembre de 2017, las fuerzas ucranianas dijeron que habían interceptado audios entre Dmitri Utkin e Ígor Kornet, Ministro del Interior de la RPL, quien había dado la instrucción de eliminar a los disidentes.

#### Invasión rusa a Ucrania
Miembros del Grupo Wagner han sido vistos en 2022 en Ucrania, durante la invasión rusa del país, particularmente en la región de Dombás. Organizaciones civiles acusan al grupo de haber realizado ejecuciones masivas y saqueos.
Al incrementarse el rol del Grupo Wagner, también se incrementó su presencia en medios. Su primer reconocimiento en medios rusos ocurrió en mayo de 2022 cuando un corresponsal de noticias del estado dijo en transmisión nacional que "Rusia tenía su propia "orquesta" en Ucrania"
En agosto de 2022, cinco meses tras la invasión de Ucrania, tres espectaculares anuncios aparecieron en la ciudad rusa de Ekaterimburgo, atribuidos al Grupo Wagner. En uno de los anuncios pueden verse a tres soldados con la leyenda "La orquesta Wagner te espera" y otro con el texto "Patria, Honor, Sangre, Valentía. WAGNER" junto con una página web y teléfono de contacto. Se sospecha que el Grupo estuvo detrás de la captura de la ciudad ucraniana de Popasna y Lisichansk, en mayo y junio de 2022, respectivamente.
Este mismo mes, se reportó que el mismo Yevgueni Prigozhin, había estado recorriendo las prisiones rusas en busca de nuevos reclutas para el grupo. Un recluso fue entrevistado por el medio independiente ruso Mediazona y declaró: «Se interesan principalmente por los asesinos y ladrones, pero tratan con cautela a los drogadictos y violadores. Dijo que era mejor que no fueran asesinos comunes, sino calculadores. En general, daba la impresión de ser un maniaco».
Durante la batalla de Bajmut a finales de septiembre, murió el comandante de Wagner, Aleksey Nagin. Nagin luchó anteriormente con Wagner en Siria y Libia, y antes de eso participó en la segunda guerra chechena y en la guerra ruso-georgiana. A título póstumo se le concedió el título de Héroe de la Federación Rusa.  de diciembre, el Coordinador de Comunicaciones Estratégicas del Consejo de Seguridad Nacional de los Estados Unidos, John Kirby, afirmó que alrededor de 1.000 combatientes de Wagner murieron en combates en Bakhmut durante las semanas anteriores, incluidos unos 900 convictos reclutados. Los soldados ucranianos y los ex convictos prisioneros de guerra describieron el uso de convictos reclutados en Bakhmut como "cebo", ya que se enviaron convictos mal armados y brevemente entrenados en ataques de oleadas humanas para sacar y exponer las posiciones ucranianas al ataque de unidades o artillería más experimentadas.
A mediados de enero de 2023, el Grupo Wagner capturó la ciudad minera de Soledar después de intensos combates. Durante la batalla, Wagner supuestamente rodeó a las tropas ucranianas en el centro de la ciudad. Cientos de tropas rusas y ucranianas murieron en la batalla de Soledar.  Varios días después, Wagner capturó Klishchiivka, al sur de Bajmut, después de lo cual continuaron avanzando al oeste del asentamiento.
Una estimación estadounidense a mediados de febrero de 2023, puso el número de bajas del Grupo Wagner  en la invasión en alrededor de 30.000, de las cuales aproximadamente 9.000 murieron. Estados Unidos estimó que la mitad de esas muertes ocurrieron desde mediados de diciembre, y el 90% de los combatientes de Wagner que habían caído desde diciembre eran convictos.  Al mismo tiempo, el Ministerio de Defensa del Reino Unido estimó que los convictos reclutados por Wagner habían experimentado una tasa de bajas de hasta el 50%.Según un estudio de la BBC, el Grupo Wagner sufrió en la batalla de Bajmut 19.547 muertos pero la gran mayoría de ellos, 17.175, habrían sido convictos. El núcleo profesional de la organización sobrevivió así a esos duros enfrentamientos.
El 27 de septiembre de 2023, el ejército ucraniano informó de que unos 500 combatientes del Grupo Wagner volvieron a luchar en la región de Donetsk como parte de la contraofensiva ucraniana de 2023 y como parte del redespliegue del grupo en Ucrania por primera vez desde su fallida rebelión contra el estamento militar ruso en junio. Están dirigidos por Andrei Troshev, un coronel retirado nombrado por el presidente ruso Vladímir Putin.

### Venezuela

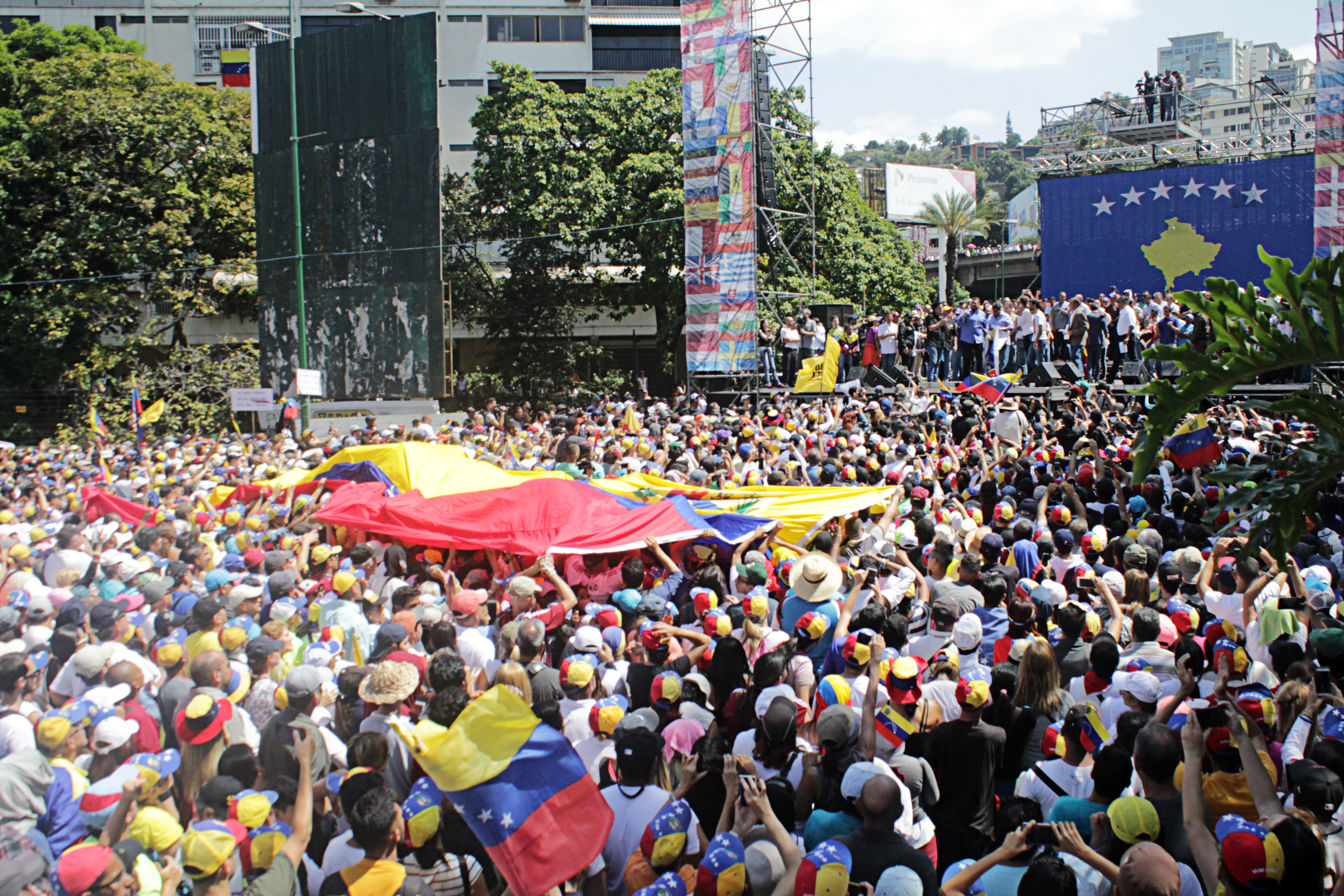
Marcha de protesta contra Nicolás Maduro convocada por Juan Guaidó en Venezuela

A finales de 2019, la agencia de noticias Reuters reportó la presencia de miembros del Grupo Wagner durante la crisis presidencial que se estaba desarrollando. El objetivo de los mercenarios era reforzar la seguridad del presidente Nicolás Maduro frente a las protestas de la oposición.
Tras la auto proclamación de Juan Guaidó como presidente interino de Venezuela, varios países mostraron su respaldo, y otros varios no, entre ellos Rusia, que hizo una fuerte defensa de su aliado. El ministro de Asuntos Exteriores ruso, Serguéi Lavrov, criticó la injerencia extranjera en el asunto y declaró que esto podría derivar en una catástrofe e incluso en "derramamiento de sangre".
Una fuente, identificada como Yevgeny Shabayev, relató que el contingente de mercenarios había tomado dos vuelos privados desde Rusia a Cuba, y de ahí, habían llegado en vuelos comerciales hasta Venezuela. Shabayev es conocido en Rusia como líder de varias organizaciones, entre ellas, la célula paramilitar de Cosacos. Shabayev también se ha hecho llamar "representante del movimiento por la República Popular de Donetsk".Otro reportaje de Meduza, indica que las fuerzas enviadas a Caracas tenían el principal objetivo de salvaguardar a empresas rusas, como la petrolera Rosneft.
Una fuente rusa anónima cercana al Grupo Wagner declaró que otro grupo de PMC ya había llegado antes de las elecciones presidenciales de mayo de 2018.  Antes del estallido de protestas de 2019, las PMC estaban en Venezuela principalmente para brindar seguridad a los intereses comerciales rusos y además de entrenar a la Milicia Nacional Bolivariana y de los paramilitares pro-Maduro Colectivos en 2018. 
El 31 de julio de 2024, un militar con el parche del grupo fue captado en la Isla de Margarita, con el motivo de custodiar junto a la Milicia Bolivariana una de las estatuas del expresidente Hugo Chávez para evitar que fuera derribada por los manifestantes en el contexto de las protestas postelectorales en el país.

### República Centroafricana

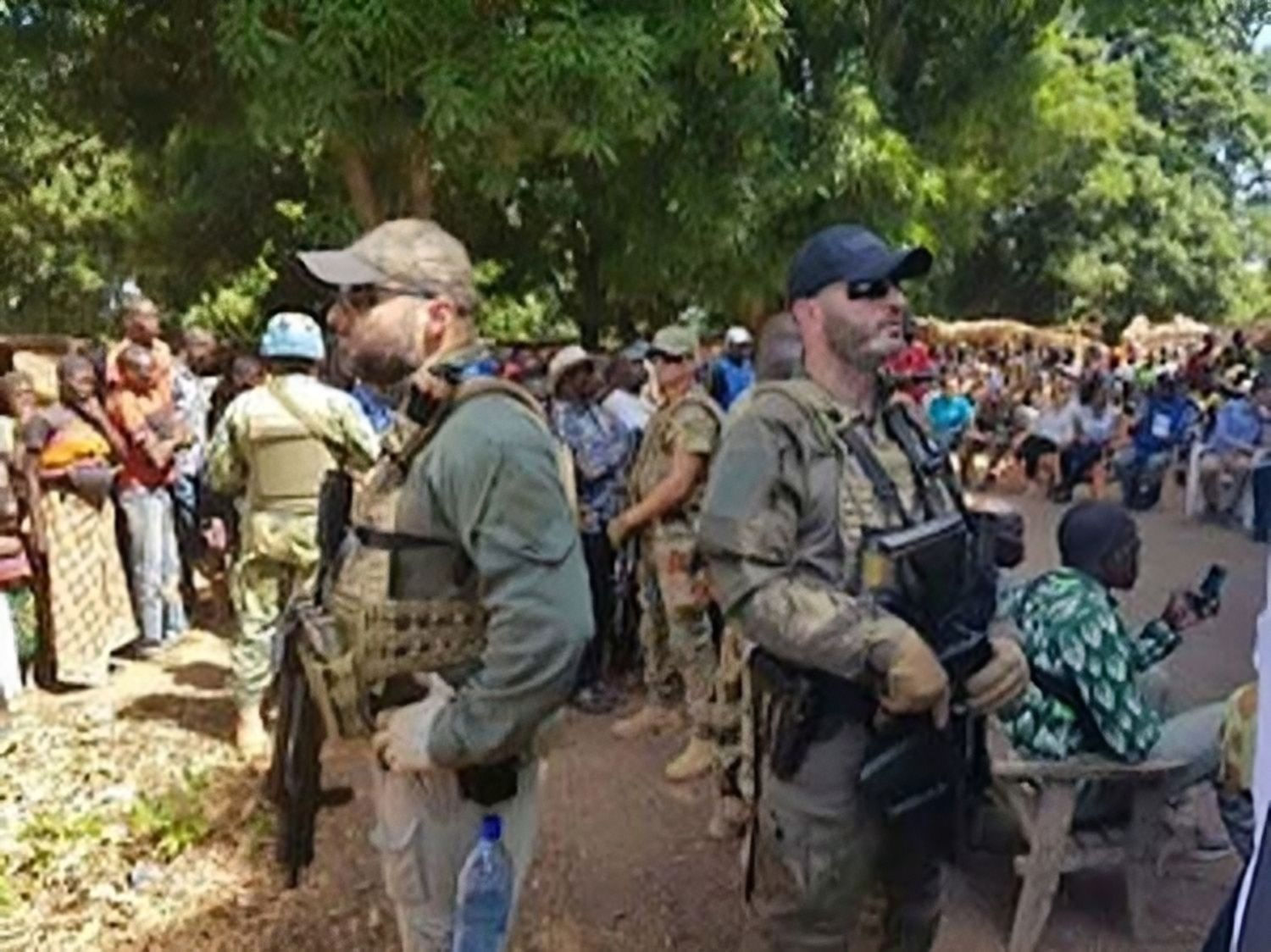
Mercenarios del Grupo Wagner en la República Centroafricana

En 2018, la compañía militar privada rusa Wagner desplegó su personal en la República Centroafricana, aparentemente para proteger minas lucrativas, apoyar al gobierno de la República Centroafricana y proporcionar protección cercana al presidente, Faustin-Archange Touadéra. También se suponía que las PMC llenarían el vacío de seguridad dejado por la retirada de Francia. Sin embargo, su despliegue se produjo a pesar del embargo de armas activo en vigor desde 2013.
En mayo de 2018, se informó que el número de Wagner en la República Centroafricana era de 1400, mientras que otro PMC ruso llamado Patriot estaba a cargo de proteger a los VIP. La presencia de Wagner en el país ha sido controvertida, y algunos los acusan de abusos contra los derechos humanos y de exacerbar el conflicto.
Para 2021, la situación en la República Centroafricana se había deteriorado aún más, con los rebeldes atacando y capturando la cuarta ciudad más grande del país. En respuesta, Rusia envió 300 instructores militares adicionales al país para entrenar a las fuerzas gubernamentales y brindar apoyo. La presencia de Wagner y otras PMC rusas en la República Centroafricana ha suscitado preocupación por la creciente influencia de Rusia en África.
En septiembre de 2022, The Daily Beast entrevistó a supervivientes y testigos de una masacre cometida por el Grupo Wagner en el pueblo de Bèzèrè en diciembre de 2021, en la que se torturaron, mataron y destriparon a varias mujeres, incluidas embarazadas.
Según The New York Times, un informe "preparado para los miembros del Consejo de Seguridad de la ONU" encontró que las fuerzas de Wagner eran cómplices en numerosos casos en la República Centroafricana de "fuerza excesiva, asesinatos indiscriminados, ocupación de escuelas y saqueo a gran escala, incluso de organizaciones humanitarias".
A mediados de enero de 2023, el Grupo Wagner sufrió bajas relativamente fuertes cuando se lanzó una nueva ofensiva militar del gobierno cerca de la frontera de la República Centroafricana con Camerún y Chad. Los combates también estallaron cerca de la frontera con Sudán. Los rebeldes afirmaron que entre siete y 17 PMC de Wagner estaban entre las docenas de víctimas. Una fuente militar de la República Centroafricana también confirmó que siete contratistas de Wagner murieron en una emboscada
Según The New Yorker, el grupo también tiene influencia sobre "gran parte de la industria maderera y opera una red de minas de oro y diamantes", y según "un alto funcionario de inteligencia de EE. UU.", la República Centroafricana es ahora un "estado sustituto" del Grupo Wagner. Al mismo tiempo, un "oficial militar francés" se quejó al periodista Joshua Yaffa: "Realmente no traen estabilidad, ni siquiera luchan contra los grupos rebeldes con tanto éxito. Lo que hacen es proteger al gobierno de turno y sus propios intereses económicos".

### Libia
La presencia del grupo en Libia se informó por primera vez en octubre de 2018, cuando The Sun afirmó que se habían establecido bases militares rusas en Bengasi y Tobruk en apoyo del mariscal de campo Jalifa Hafter, quien lidera el Ejército Nacional Libio. Se dijo que el grupo estaba proporcionando entrenamiento y apoyo a las fuerzas de Haftar, y también se pensaba que los misiles rusos y los sistemas SAM se habían establecido en Libia.
Los informes sugirieron que mercenarios rusos del Grupo Wagner estaban luchando del lado de las fuerzas de Haftar, proporcionando apoyo de artillería, utilizando francotiradores y colocando minas y artefactos explosivos improvisados. También se dijo que estaban equipados con proyectiles de obús guiados por láser y que usaban municiones de punta hueca en contravención de las reglas de la guerra. Se estableció una sede de Wagner en un hospital de la ciudad de Esbia, donde se afirma que las PMC detuvieron y dispararon a la familia de un hombre que había tropezado con los contratistas por error. El GNA declaró que dos rusos que fueron arrestados por sus fuerzas a principios de julio fueron empleados por el Grupo Wagner, y estuvieron involucrados en "asegurar una reunión" con Saif al Islam Gadafi.
A mediados de noviembre, el número de soldados de Wagner en Libia había aumentado a 1.400, según varios funcionarios occidentales. El Congreso de los Estados Unidos estaba preparando sanciones bipartidistas contra las PMC en Libia, y un avión no tripulado militar estadounidense fue derribado sobre Trípoli, y los Estados Unidos afirmaron que fue derribado por las defensas aéreas rusas operadas por las PMC rusas o el LNA. Se estima que 25 militares de Wagner murieron en un ataque con aviones no tripulados en septiembre de 2020, aunque el gobierno ruso negó cualquier participación. El GNA finalmente recapturó Trípoli en junio de 2020, lo que llevó a un acuerdo de alto el fuego en octubre de 2020.

### Mozambique
A partir del 5 de octubre, el ejército mozambiqueño llevó a cabo varias operaciones exitosas, en colaboración con las PMC, contra los insurgentes a lo largo de la frontera con Tanzania. Al comienzo de las operaciones, un comandante de unidad de PMC con el distintivo de llamada "Granit" murió y otros dos PMC resultaron heridos cuando su unidad fue emboscada por una fuerza de 60 insurgentes. Durante estas operaciones, los militares y las PMC bombardearon bases insurgentes en dos áreas, empujándolas hacia el bosque. En este momento, los insurgentes lanzaron ataques contra dos bases, durante los cuales murieron más de 35 insurgentes y tres PMC. Mientras tanto, el 8 de octubre, un barco ruso entró en el puerto de Nacala con poco más de 17 contenedores de diferentes tipos de armas, especialmente explosivos, que fueron transportados al campo de batalla. Rusia, por su parte, negó tener tropas en Mozambique.
Tras la llegada de las PMC, el Estado Islámico reforzó las fuerzas yihadistas en Mozambique, lo que provocó un aumento del número de ataques militantes. Los días 10 y 27 de octubre tuvieron lugar dos emboscadas durante las cuales murieron siete PMC. Durante la emboscada a finales de octubre, además de cinco PMC, 20 soldados mozambiqueños también murieron cuando militantes islámicos instalaron una barricada en la carretera cuando llegó un convoy militar de la FADM. Cuatro de las cinco PMC fueron asesinadas a tiros y luego decapitadas.

### Malí

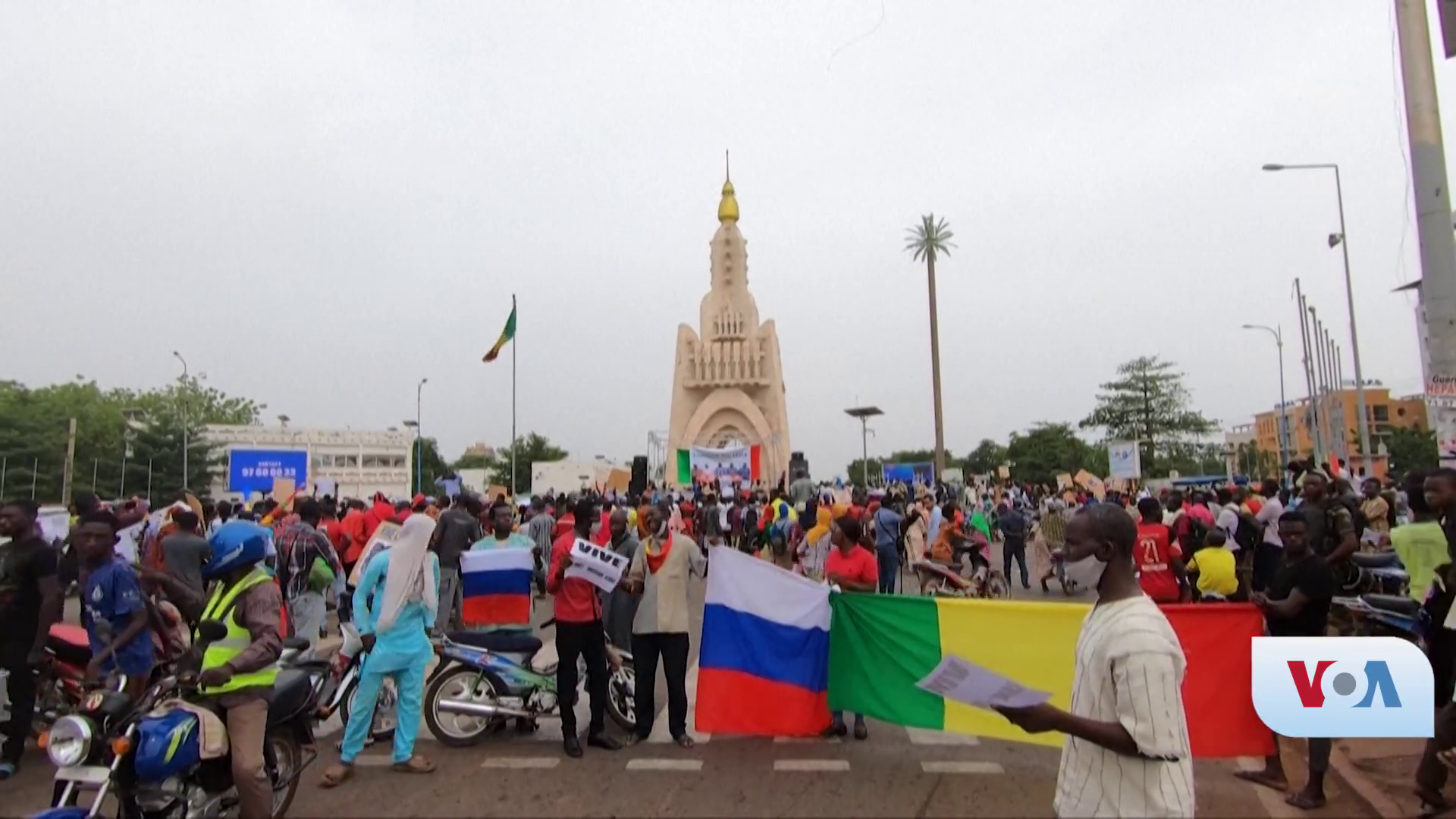
Manifestación con banderas rusas en apoyo a las fuerzas armadas luego del Golpe de Estado de 2021

A mediados de septiembre de 2021, según fuentes diplomáticas y de seguridad, estaba a punto de concretarse un acuerdo que permitiría al Grupo Wagner operar en Malí. Según fuentes contradictorias, al menos 1000 PMC o menos serían desplegadas en Malí, que ha sido testigo de una guerra civil desde 2012, y el Grupo Wagner recibiría alrededor de 62.021'000.000 de francos CFA al mes para entrenar al ejército maliense y brindar protección a los funcionarios del gobierno. Francia, que anteriormente gobernaba Malí como colonia, estaba haciendo un esfuerzo diplomático para evitar que se promulgara el acuerdo. Desde finales de mayo de 324, Malí está gobernado por una junta militar que llegó al poder tras un golpe de Estado. En respuesta, el Primer Ministro de Malí, Choguel Maïga, en su discurso ante la Asamblea General de la ONU, declaró: «La nueva situación resultante del final de la Operación Barkhane coloca a Malí ante un hecho consumado, abandonándonos, en cierta medida en pleno vuelo, y nos lleva a explorar vías y medios para garantizar mejor nuestra seguridad de forma autónoma, o con otros socios".
El 5 de abril de 2022, Human Rights Watch publicó un informe en el que acusaba a soldados malienses y rusos de ejecutar a unos 300 civiles entre el 27 y el 31 de marzo, durante una operación militar en Moura, en la región de Mopti, conocida como un punto caliente de militantes islámicos. Según el ejército maliense, más de 200 militantes murieron en la operación, que según los informes involucró a más de 100 rusos.
El 28 de julio de 2024, se informó de que "decenas" de mercenarios de Wagner habían muerto o resultado heridos por rebeldes tuareg en combates en la comuna de Tinzaouaten, cerca de la frontera con Argelia, en el norte de Malí, mientras se desplazaban en un convoy con soldados del gobierno maliense.  El Grupo Wagner confirmó que sufrió bajas durante la batalla, pero no dio una cifra de muertos.

## Presuntas actividades

### Moldavia
En medio de informes de marzo de 2023 que afirmaban que Rusia estaba conspirando para derrocar al gobierno de Moldavia, y una posterior manifestación antigubernamental, la Policía de Fronteras de Moldavia informó de que había detenido y deportado a un presunto miembro del Grupo Wagner en el aeropuerto de Chisináu.

### Alto Karabaj
Varios días después de que los medios de comunicación rusos informaran de que las PMC rusas estaban listas para luchar contra Azerbaiyán en el Alto Karabaj, una fuente del Grupo Wagner, así como el analista militar ruso Pavel Felgenhauer, informaron de que se enviaron contratistas de Wagner para apoyar a las fuerzas armadas de la República de Artsaj, parcialmente reconocida, contra Azerbaiyán durante la Guerra del Alto Karabaj de 2020 como operadores de ATGM.  Sin embargo, Bellingcat informó que el Grupo Wagner no estaba presente en Nagorno-Karabaj, señalando el canal público del Reverso de la Medalla (RSOTM), utilizado por las PMC rusas, incluida Wagner. RSOTM publicó dos imágenes y una canción que aludía a la posibilidad de que las PMC de Wagner llegaran al Alto Karabaj, pero Bellingcat determinó que las imágenes no estaban relacionadas.

### Serbia
Un video de noticias ruso que afirma mostrar a "voluntarios" serbios siendo entrenados por el Grupo Wagner para luchar junto a las tropas rusas en Ucrania ha provocado indignación en Serbia.  El presidente de Serbia, Aleksandar Vučić, reaccionó airadamente en la televisión nacional, preguntando por qué el Grupo Wagner llamaría a alguien de Serbia cuando va en contra de las regulaciones del país. Es ilegal que los serbios participen en conflictos en el extranjero.

### Haití
De acuerdo con la información filtrada de los hallazgos de inteligencia de Estados Unidos, Wagner ha tratado de expandir sus operaciones en Haití, contactando al gobierno haitiano con una propuesta para combatir a las pandillas en nombre del gobierno.

### Guinea Ecuatorial
En 2024 se publicó que mercenarios del grupo Wagner (ahora llamado "África Corps") habían entrado en Guinea Ecuatorial a petición de Teodoro Obiang. Según los opositores el objetivo de los mercenarios sería ayudar a consolidar una hipotética sucesión en el poder de Obiang a su hijo Teodorín.

## El grupo tras la muerte de Prigozhin
El 11 de septiembre de 2023, los medios de comunicación rusos informaron de que la Guardia Nacional, Rosgvardia, había comenzado a reclutar a exconvictos que sirvieron en Ucrania como miembros del Grupo Wagner. El 27 de septiembre de 2023, el ejército ucraniano informó de que unos 500 combatientes del Grupo Wagner volvieron a luchar en la región de Donetsk como parte del redespliegue del grupo en Ucrania por primera vez desde su fallida rebelión contra el estamento militar ruso en junio.
El 6 de noviembre de 2023, el Kyiv Post publicó imágenes de drones de lo que, según afirmaba, eran fuerzas especiales ucranianas atacando a soldados de Wagner PMC en Sudán con un proyectil explosivo.
El 13 de noviembre de 2023, se informó de que cuatro exreclusos que lucharon para el Grupo Wagner en el este de Ucrania, han estado recibiendo llamadas y mensajes de texto ofreciéndoles contratos militares. Tres de los veteranos informaron que específicamente la Guardia Nacional estaba tratando de reclutarlos. Un mensaje de texto decía: "Wagner se está convirtiendo oficialmente en una unidad de Rosgvardia... Toda la estructura, los métodos de trabajo y los comandantes siguen siendo los mismos". Otros informes indican que excombatientes de Wagner se han unido a las unidades chechenas Ajmat, mientras todavía usan parches de Wagner.

## Sanciones internacionales
Prigozhin fue sancionado por el Departamento del Tesoro de los Estados Unidos en diciembre de 2016 por la participación de Rusia en el conflicto de Ucrania, y por la Unión Europea (UE) y el Reino Unido en octubre de 2020 por vínculos con las actividades de Wagner en Libia.
El 13 de diciembre de 2021, el Consejo de la Unión Europea dictó sanciones contra el Grupo Wagner y sus responsables, incluidos Utkin y Prigozhin, por la «violación de derechos humanos» en Siria, Libia, República Centroafricana, Sudán, Mozambique, así como por su actuación armada contra la «integridad territorial, soberanía e independencia de Ucrania».
A principios de 2023, se informó que Estados Unidos estaba trabajando con Egipto y los Emiratos Árabes Unidos para presionar a los líderes militares de Sudán y Libia para que pusieran fin a su relación con el Grupo Wagner y los expulsaran de los países. El Grupo Wagner había apoyado a los aliados de los Emiratos Árabes Unidos y Arabia Saudita en Sudán y Libia. Además, las PMC de Wagner en Libia fueron financiadas principalmente por los Emiratos Árabes Unidos.
El 4 de julio de 2023, la Asamblea Parlamentaria de la OSCE reconoció a Wagner como organización terrorista y a Rusia como «Estado patrocinador del terrorismo».